# Muzeum Książki i Drukarstwa Ukrainy
Muzeum Książki i Drukarstwa Ukrainy (ukr. Музей книги і друкарства України) – muzeum w Kijowie, założone 17 marca 1972 roku w ramach Międzynarodowego Roku Książki. Początkowo nosiło nazwę Państwowe Muzeum Książki i Drukarstwa, w 2002 roku uzyskało obecną nazwę.
Muzeum zostało udostępnione dla zwiedzających w kwietniu 1975 roku. Znajduje się w budynku dawnej drukarni Ławry Peczerskiej. Prezentuje eksponaty związane z historią literatury ukraińskiej od XI wieku do współczesności, m.in. rękopisy ukraińskie z XI-XVI wieków i ekspozycję dotyczącą początków drukarstwa w Europie (zwłaszcza na terenach zamieszkiwanych przez Słowian). Można wśród nich wymienić m.in. faksymile ksiąg pergamentowych z XI-XVI wieków i starodruki w skórzanych oprawach z XVI-XVIII wieków. Znajdują się tam kopie ewangeliarza Ostromira i ewangeliarza z Reims, a także pierwsze wydanie „Eneidy” Iwana Kotlarewskiego. Muzeum organizowało także wystawy związane z rocznicami wydarzeń historycznych, np. z okazji 950. rocznicy spisania ewangeliarza Ostromira, czy 800. rocznicy napisania Słowa o wyprawie Igora, a także upamiętniające pisarzy ukraińskich, np. Tarasa Szewczenkę, Kotlarewskiego, Iwana Franki, Pantełejmona Kulisza, również w rocznice ich urodzin. W 2010 roku muzeum liczyło ok. 56 000 eksponatów.